# タムラソウ属
タムラソウ属 Serratula L. はキク科の植物の属の1つ。アザミに似ているが棘はない。

## 特徴
多年生の草本。茎は直立して伸び、その上の方で分枝を出すが、ごく一部は茎が短くてまるで茎がないように見える形を取る。葉は互生で、質はやや硬く、葉身は羽状に半ばまで裂けるか、あるいは一部では分裂はせず縁に鋸歯が出るのみとなる。
頭花は直立し、多数が散房状につくか、または少数か、時に単独で生じ、いずれにしても長い柄がある。総苞は椀型、半球形、筒型など、総苞片は多数の列があり、覆瓦状に並んでおり、外の列のものほど短くて先が尖っている。花床には鱗片状の剛毛がある。頭花は両生小花と中性小花からなる。頭花の周辺には中性小花が1列に並び、これは花冠は細い管状で先端が3～5裂している。この小花には雄しべ、雌しべ共になく、種子は出来ない。それより内側には多数の両生小花があり、その花冠には狭い筒の部分と広い筒の部分が区別でき、先端は5つに裂ける。花冠の色は紫紅色、紅色、黄色、あるいは白。花柱の分枝は短くて、広がって反り返る。葯の基部は尾状で互いに離れており、花糸には乳頭状の突起がある。痩果は花床に斜めに着き、円柱状で無毛。冠毛は長さが不当で周辺部に細かい鋸歯状の突起があってざらつく。

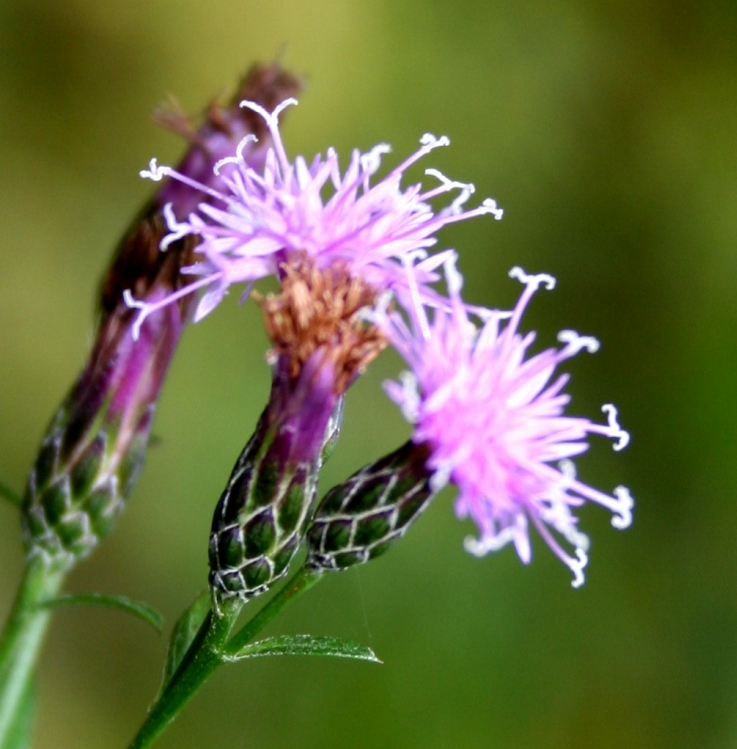
S. tinctoria 開花中の頭花
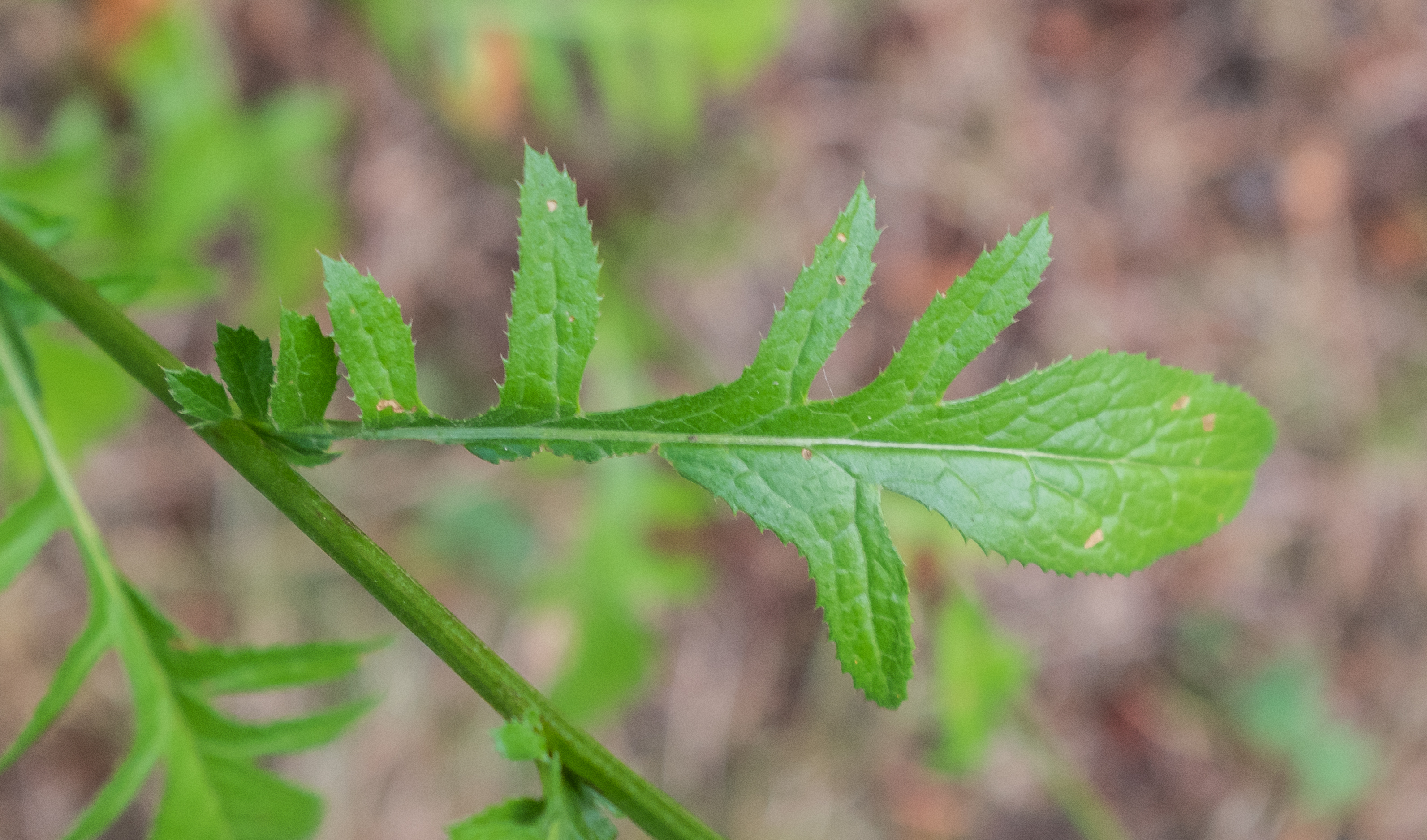
同・茎の葉

## 種と分布
ユーラシアから北アフリカに掛けて分布し、その中心は地中海地方から西アジアと思われる。種数は約70種と言われるが、他方で種の範囲に関して諸説があり、極端な方では2種しか認めない説もある。
何れも草原に生えるものである。

## 分類
キク科の中でアザミ亜科 Subfam. Carduoideae のアザミ連 Tribe Cynareae アザミ亜連 Subtribe Cynarinae に含まれる。よく似たものにキクボクチ属 Klasea があるが、こちらはその頭花が両生小花のみからなる点で異なっている。
アザミ属とは棘がないこと、花柱が2つに裂けて広がること、痩果の冠毛が羽毛状ではないこと、痩果が花床に斜めに着くことなどで異なっている。

### 下位分類
日本には以下の種のみが知られる。ただし変異が多く、更に検討が必要と見られる。
- Sellatura タムラソウ属
  - S. cornata var. insularis タムラソウ